# Kuwait en los Juegos Olímpicos de Los Ángeles 1984
Kuwait estuvo representado en los Juegos Olímpicos de Los Ángeles 1984 por un total de 23 deportistas mascuinos que compitieron en 5 deportes.
El portador de la bandera en la ceremonia de apertura fue el yudoca Tareq Al-Gareeb. El equipo olímpico kuwaití no obtuvo ninguna medalla en estos Juegos.